# 美國陸軍航空兵團
美國陸軍航空兵團（英語：United States Army Air Corps；缩写：USAAC）是美國陸軍下的一支單位，於1926年7月2日自美國陸軍航空勤務隊(United States Army Air Service, USAAS)改組而來，後於1941年起編為美國空軍的前身——美國陸軍航空軍（United States Army Air Forces, USAAF，也常直接沿用「美國陸軍航空隊」的譯名）。
美國陸軍航空隊自1942年起就不再作為軍事管理組織使用，但航空隊本身卻仍然以陸軍旗下的一個作戰分支單位之姿繼續存在，直到1947年9月18日才正式撤銷。